# Don't Rain on My Parade
«Don't Rain on My Parade» es una canción  del musical Funny Girl (musical),la canción fue utilizada para la película del año 1968 basada en el musical. 

## Versión de Barbra Streisand
- "Don't Rain On My Parade" de "Funny Girl: Original Broadway Cast Recording" (1964) - 2:46
- "Don't Rain On My Parade (Reprise)" de "Funny Girl: Original Broadway Cast Recording" (1964) - 2:07
- "Don't Rain On My Parade" de "Funny Girl: Original Soundtrack Recording" (1968) - 2:45
- "Don't Rain On My Parade" (Live) de "Live Concert At The Forum" (1972) - 2:39
- "Don't Rain On My Parade" (Live) de "Barbra Streisand ... and Other Musical Instruments" (1973) - 2:38
- "I'm Still Here/Everybody Says Don't/Don't Rain On My Parade" (Live) de "Barbra: The Concert" (1994) & "The Concert: Highlights" (1995) - 4:26
- "I'm The Greatest Star/Second Hand Rose/Don't Rain On My Parade" (Live) de "Timeless: Live in Concert" (2000) - 5:25
- "Don't Rain On My Parade (Live)" de "Live In Concert 2006" (Target Exclusive Version Only) (2007) - 2:57
- "Don't Rain On My Parade (Reprise)" de "Live In Concert 2006" (2007) - 3:31

## Versiones
- El artista americano Bobby Darin en el año 1966,Shirley Bassey en 1965, la banda Japan en 1978 y el coro Only Men Aloud! en 2008.
- En la serie de televisión Glee en el año 2009 fue interpretado por Lea Michele, la canción fue incluida en la banda sonora Glee: The Music, Volume 2, también en el año 2014 fue interpretado por Naya Rivera.

- Datos: Q2473480